# Prades de la Molsosa
Prades es una localidad española del municipio de La Molsosa, perteneciente a la provincia de Lérida, en la comunidad autónoma de Cataluña.

## Toponimia
El lugar puede aparecer referido con los nombres de Prades de la Molsosa y Prades.

## Historia
Hacia mediados del siglo XIX, el lugar, por entonces ya perteneciente a Molsosa, tenía contabilizada una población de 199 habitantes. La localidad aparece descrita en el decimotercer volumen del Diccionario geográfico-estadístico-histórico de España y sus posesiones de Ultramar de Pascual Madoz de la siguiente manera:

PRADES DE LA MOLSOSA: l. agregado al distrito municipal de Molsosa (1/2 leg.), en la prov. de Lérida (12), part. jud, de Solsona (4), aud. terr. y c. g. de Barcelona (12), dióc. de Vich: sit. en un pequeño llano entre dos cerros, llamado el uno la sierra del Pal y el otro de Valmaña; clima sano, donde se padecen algunos dolores de costado y calenturas, combatiéndole los vientos del O. denominados en el pais ven seré. Consta de 4 casas, una plazuela donde se reune el aynnt. y una igl. (San Abdon y Senen), aneja de la parr. de Molsosa, la cual tiene el cementerio á unos 10 pasos de distancia por el N. Confina el term. por N. Valmaña; E. Molsosa; S. Cocados, y O. Castellestat; hay en él bastantes deh. para pastos; algunas aguas de balsa, y las dos sierras del Pal y Valmaña, con algunos robles y romeros. El terreno es de secano, cruzado por un camino que dirige a Cardona y Calaf, de cuyo último punto recibe la correspondencia por espreso. prod.: toda clase de granos; cria ganado lanar y cabrio y caza de liebres, perdices y conejos. pobl.: 9 vec., 35 alm. riqueza imp.: 48,717 rs. contr.: el 14'48 por 100 de esta riqueza.
(Madoz, 1849, p. 201)

En 2022, tenía empadronados 21 habitantes.